# Matías Yagüe
Matías Yagüe (f. 1938) fue un político y militar español.

## Biografía
Oriundo de La Granja, era leñador de profesión. Miembro del PCE, tras el estallido de la Guerra civil se unió a las fuerzas republicanas. Destacó en el frente de Navacerrada, donde fue uno de los fundadores del batallón «Thaelmann». Posteriormente se integró en la 1.ª Brigada de Enrique Líster, participando en numerosas acciones de guerra. Llegaría a mandar la 9.ª Brigada Mixta, tomando parte en la Batalla del Ebro. Matías Yagüe murió en acción durante los combates del Ebro.